# Hydropsyche malickyi
Hydropsyche malickyi là một loài Trichoptera trong họ Hydropsychidae. Chúng phân bố ở miền Australasia.